# Robbie Maddison

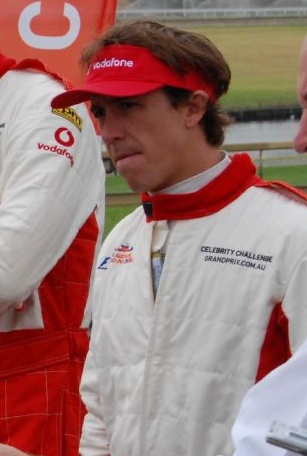
Robbie Maddison

Robbie Maddison (ur. 14 lipca 1981 w Kiama) – australijski zawodnik FMX (freestyle motocross) i kaskader motocrossowy. 1 stycznia 2008 pobił rekord świata w skoku na motocyklu skacząc na odległość 98,34 m. 28 marca pobił swój własny rekord świata skacząc na odległość 107,5 m (351 stóp). Jest autorem tricku - maddocopter. Bierze udział w Red Bull X-Fighters - International Freestyle Motocross.